# Manu Bennett
Jonathan Manu Bennett (Rotorua, 10 oktober 1969) is een acteur uit Nieuw-Zeeland, vooral bekend van zijn rol als Crixus in de televisieserie Spartacus, Allanon in The Shannara Chronicles en Slade Wilson in Arrow.

## Jeugd
Manu Bennett werd geboren in Nieuw-Zeeland. Bennetts moeder was een Australisch bikinimodel, en zijn vader een Nieuw-Zeelandse zanger. Het gezin verhuisde naar Australië toen Bennett een paar maanden oud was. Van vaders kant is Bennett van Maori en Ierse afkomst. Zijn moeder is Schots en Spaans. Hij groeide vooral op in Sydney en Newcastle, Australië. In 1986 keerde Bennett terug naar Nieuw-Zeeland om een opleiding aan het Te Aute College te volgen. Toen hij terugkeerde naar Australië werd Bennett uitgekozen om in het New South Wales Schoolboys Rugby team te spelen.
Geïnteresseerd in moderne dans, klassiek ballet en piano stopte Bennett als rugbyspeler, om een opleiding dans en drama te volgen, waarna hij naar Los Angeles vertrok om een opleiding te volgen op het Lee Strasberg Theatre Institute.
Toen Bennett vijftien jaar was, verloor hij zowel zijn moeder als broer bij twee verschillende auto-ongelukken.

## Carrière
De professionele carrière van Bennet begon in 1993 in de tiener-soap Paradise Beach. Daarna speelde hij gastrollen in andere Australische tv-drama's, waaronder Water Rats, All Saints en Beastmaster. Bennett stond daarna naast Claudia Karvan in de miniserie The Violent Earth, geproduceerd door het Franse bedrijf Gaumont. In 1996 speelde Manu in een theaterstuk. In het openluchtstuk Lady Chatterley's Lover van D.H. Lawrence speelde Manu de keeper Oliver Mellors; het stuk werd geregisseerd door de Australische film- en theaterregisseur Robert Chuter.
In 1999 speelde Bennett zijn eerste hoofdrol in de film Tomoko, gefilmd op locatie in Tokio, samen met Rumiko Koyangi. In 2000 speelde Bennett in Xena: Warrior Princess als Marc Anthony, daarna kreeg hij een rol naast Without a Trace-acteur Anthony La Paglia, waar Bennett zijn danskunsten liet zien als een salsadansleraar in de bekroonde film Lantana.
Bennett keerde in 2000 terug naar Nieuw-Zeeland om te verschijnen in de populaire televisieserie Shortland Street en in Street Legal, over een politieagent die advocaat werd. Vervolgens speelde hij in een Maori Twilight Zone serie, Mataku, geregisseerd door zijn neef Michael Bennett.
In 2003 presenteerde Bennett een realityshow genaamd Going Straight in Nieuw-Zeeland.
In 2006 speelde Bennett in de filmThe Marine en samen met Josh Hartnett in 30 Days of Night.
Bennett kreeg in 2010 een rol in de Amerikaanse serie Spartacus: Blood and Sand, over de gladiator Spartacus. Bennett speelt een van de belangrijkste rollen in de serie, namelijk Crixus, Champion of Capua.
Hij speelde ook de orkleider 'Azog the Defiler' in de Hobbit-trilogie van regisseur Peter Jackson en als Slade Wilson in de reeks Arrow.

## Filmografie
| Jaar | Titel                                     | Rol                | Opmerkingen |
| ---- | ----------------------------------------- | ------------------ | ----------- |
| 1993 | Paradise Beach                            | Kirk Barsby        |             |
| 1998 | The Violent Earth                         | Wanatcha DuValier  |             |
| 2001 | Lantana                                   | Steve Veldez       |             |
| 2006 | The Marine                                | Bennet             |             |
| 2007 | The Condemned                             | Paco               |             |
| 2007 | 30 Days of Night                          | Deputy Billy Kitka |             |
| 2011 | Sinbad and The Minotaur                   | Sinbad             | TV film     |
| 2012 | The Hobbit: An Unexpected Journey         | Azog the Defiler   |             |
| 2013 | The Hobbit: The Desolation of Smaug       | Azog the Defiler   |             |
| 2014 | The Hobbit: The Battle of the Five Armies | Azog the Defiler   |             |
| 2016 | Beta Test                                 | Creed              |             |
| 2017 | Death Race 2050                           | Frankenstein       |             |

| Jaar      | Titel                        | Rol          | Opmerkingen                                 |
| --------- | ---------------------------- | ------------ | ------------------------------------------- |
| 2000–2001 | Shortland Street             | Jack Hewitt  | 7 afleveringen                              |
| 2002      | Street Legal                 | Matt Urlich  | Seizoen 3; 12 afleveringen                  |
| 2010      | Spartacus: Blood and Sand    | Crixus       | Vaste rol                                   |
| 2011      | Spartacus: Gods of the Arena | Crixus       | Vaste rol                                   |
| 2012      | Spartacus: Vengeance         | Crixus       | Vaste rol                                   |
| 2012      | Bikie Wars: Brothers in Arms | Sunshine     | 4 afleveringen                              |
| 2013      | Spartacus: War of the Damned | Crixus       | Vaste rol                                   |
| 2013-2015 | Arrow                        | Slade Wilson | Seizoen 1: Terugkerend Seizoen 2: Vaste rol |
| 2016      | American Dad!                | Slade Wilson | 1 aflevering                                |
| 2016-2017 | The Shannara Chronicles      | Allanon      | 11 afleveringen                             |